# Huang Rui
Huang Rui   (Pequín, 1952) (xinès simplificat: 黄 锐) és un pintor, fotògraf, actor i artista visual xinès. Fundador del moviment d'art avantguardista "The Stars Art Group". Va ser un dels pilars del moviment que va iniciar les primeres formes d’expressió artística lliure a la Xina post-Mao. Artista compromès, explora constantment la funció de l’art com a reflex de la societat i la seva capacitat per qüestionar qüestions contemporànies.

## Biografia
Huan Rui va néixer el 1952 a Pequín. Autodidacta, va començar a estudiar cal·ligrafia als cinc anys, i amb setze anys, durant la Revolució Cultural, va ser enviat a una granja de Mongòlia Interior, va ser allà on va aconseguir adquirir els conceptes bàsics de la pintura a l’oli d’un artista mongol, que vivia sota arrest domiciliari a Hohhot.
Durant la "primavera de Pequín" el 1978, de nou a la seva ciutat natal, va cofundar amb els poetes Bei Dao i Mang Ke la revista literària Jintian (Avui), promovent la llibertat d’expressió. El primer número, venut davant del "Mur de la Democràcia" Xidan, (cruïlla de camins), s'esgotà ràpidament.

### The Stars Art Group
Impulsat per l'èxit, Huang va proposar a una amiga, Ma Desheng, fundar un col·lectiu d’artistes “inconformistes”, que s'oposés a l’art oficial. A aquest grup inicial hi van sumar artistes com Wang Keping, Qu Leilei, Zhong Acheng, Bo Yun, Li Shuang o Ai Weiwei que van formar el grup anomenat "Stars".
El setembre de 1979, van penjar les seves pintures i escultures políticament "incorrectes" a les baranes del Museu de Belles Arts de la Xina. Aquesta exposició va ser reprimida per la policia tres dies després.Les exposicions del grup van fer una gira a diverses províncies de la Xina durant dos anys, però la revista "今天, es va suprimir el 1980 a causa d'una autorització no oficial.
Davant les crítiques oficials, el grup es dissoldrà voluntàriament el 1983. La majoria dels seus membres van abandonar la Xina cap als Estats Units (Ai Weiwei), França (Wang Keping) o Suïssa (Ma Desheng).

### Estada al Japó
El 1984 Huang va marxar al Japó, on hi va residir durant quinze anys. Durant aquest període, l'artista va ampliar l'espectre de les seves pràctiques: des de la pintura inspirada en l'art occidental, fins a la fotografia, la instal·lació i la "performance". El text esdevé omnipresent en les seves obres, que incorporen nombroses referències històriques i polítiques.
En una de les seves obres, utilitza exactament 10.000 iuans en bitllets per escriure el lema "Que el president Mao visqui deu mil anys" (毛主席 万岁), expressant la paradoxa que planteja la convivència ideològica del socialisme i del capitalisme a la Xina actual.

### Districte 798 a Pequín
Huang Rui es va traslladar a Pequín on va impulsar la creació del districte artístic Dashanzi, també conegut com a 798, i el DIAF, Festival Internacional d’Art Dashanzi.

### Estil artístic
Les primeres pintures de Huang presenten un estil expressionista influït pel fauvisme i el cubisme. A principis dels vuitanta, va crear una sèrie de pintures geomètriques inspirades en Piet Mondrian, Als anys noranta, va començar a treballar amb la fotografia, el gravat, la instal·lació i la representació. L’obra de Huang sovint s'orienta al voltant del joc de paraules i de l’al·legoria.

### Exposicions
- L'obra de Huang Rui ha estat objecte de nombroses exposicions personals, sobretot al Museu Coudenberg de Brussel·les (2009); al Museo delle Mura de Roma (2009); al Museu d’Art He Xiangning de Shenzhen (2007); als Rencontres d'Arles (França) el 2007; al Centre d'Art Contemporani d'Osaka (1990). Les seves obres també s'han inclòs en nombroses exposicions col·lectives, sobretot a la Maison de la Chine de París (2019); al Museu Guggenheim de Nova York (2017); a la Biennal de Venècia (2013).
- Una gran selecció de les seves obres abstractes, algunes de les quals mai no han estat presentades al públic, es van poder veure del 25 de setembre al 19 de desembre de 2021 a UCCA (Pequín), mitjançant una exposició individual anomenada "Huang Rui: maneres d'abstracció"[1]U